# Sandarowo (stacja kolejowa)
Sandarowo (ros. Сандарово) – stacja kolejowa w miejscowości Sandarowo, w rejonie czechowskim, w obwodzie moskiewskim, w Rosji. Położona jest na Wielkim Pierścieniu Kolei Moskiewskiej.

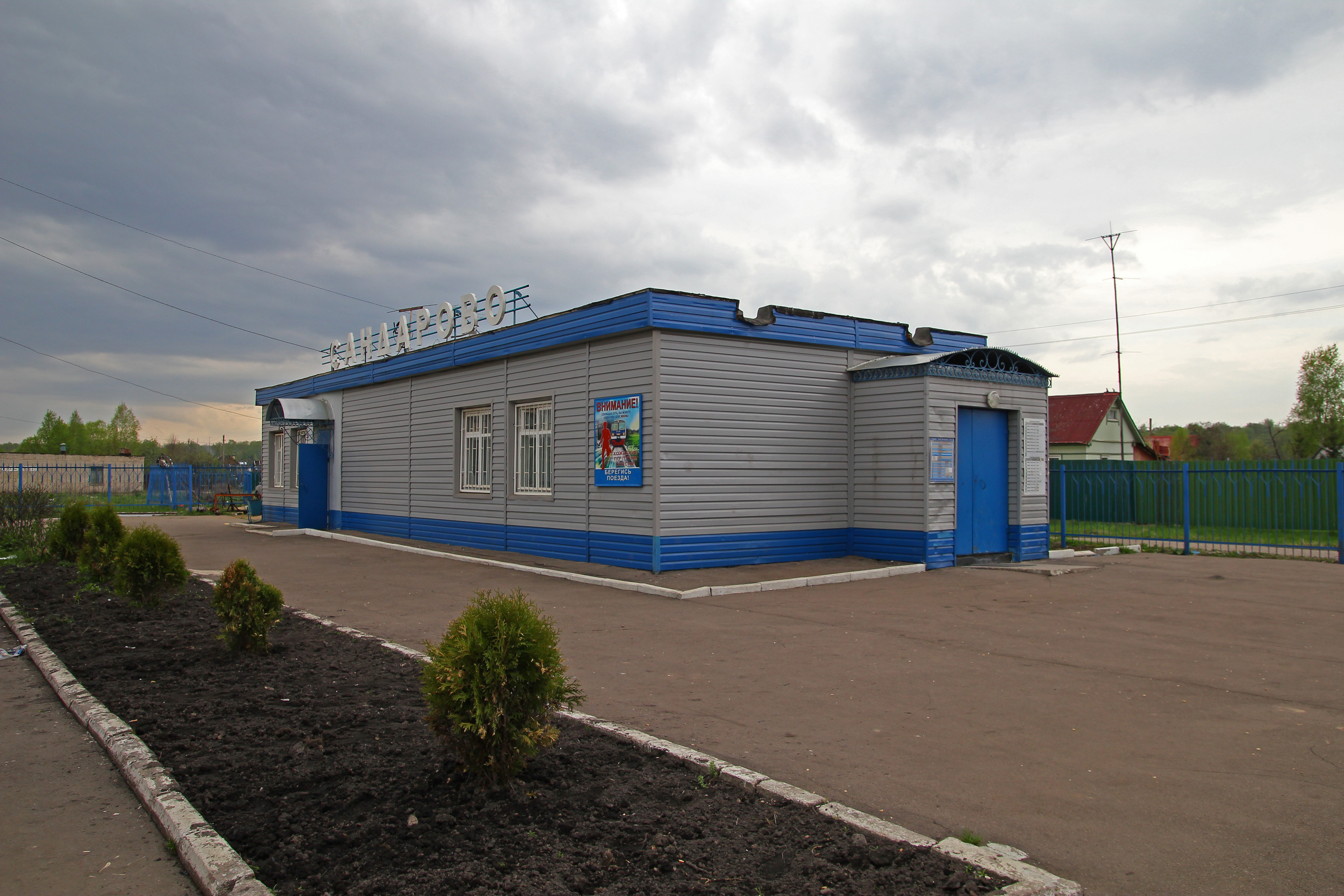